# Дяченко Віктор Костянтинович
Ві́ктор Костянти́нович Дяче́нко (нар. 23 серпня 1935, Алчевськ) — український баяніст, викладач, композитор та громадський діяч, заслужений працівник культури України з 1992 року.

## Життєпис
Протягом 1950—1954 років навчався в Луганському музичному училищі, по класу Воєводіна Василя Івановича.
Продовжував навчання протягом 1954—1959 років в Київській консерваторії — у професора Геліса М. М., ансамблю — у Різоля М. І.
На третьому курсі навчання, в 1957 році у складі октету баяністів стає лауреатом Республіканського конкурсу.
1959 року, навчаючись на п'ятому курсі, в змаганні з однокурсником Анатолієм Крюковим на відбірковому конкурсі на Всесоюзний у Києві отримали перше місце. В Москві в ході Всесоюзного відбіркового конкурсу на Сьомий Всесвітній фестиваль молоді та студентів зайняли друге місце.
Після закінчення консерваторії, з 1959 по 1962 рік працював викладачем Луцького музичного училища.
З 1962 року працює викладачем Запорізького музичного училища, там вже викладав його партнер по дуету баяністів Крюков.
З 1971 по 1987 рік був головою Запорізької міської асоціації композиторів, з 1987 по 2003 — голова обласної асоціації композиторів.

## Нагороди та відзнаки
- За свою діяльність занесений до Книги пошани Запорізького обласного управління культури, нагороджений грамотами та дипломами Всесоюзного, республіканського, обласного та міського рівня. Зокрема, чотири Почесних грамоти міністра культури України, урядова Ювілейна Почесна грамота Шевченківського комітету, Почесна грамота музичного товариства УРСР, диплом спілки композиторів СРСР, диплом Всесоюзного радянського комітету ветеранів війни та інші.
- 1992 року Віктору Дяченку присвоєно почесне звання «Заслужений працівник культури України».

## Джерело
- Композитори Запоріжжя

| українська персоналія | Це незавершена стаття про особу, що має стосунок до України. Ви можете допомогти проєкту, виправивши або дописавши її. |